# Le Jour de la chouette
Le Jour de la chouette (titre original en italien : Il giorno della civetta [il ˈdʒɔrno ˈdella tʃiˈvetta]) est un roman policier de Leonardo Sciascia paru chez Einaudi en 1961.
La traduction française, signée Juliette Bertrand, est publiée en 1962 chez Flammarion, et rééditée en 1980 dans la collection Le Livre de Poche, puis en 1976, 1982 et 2013 chez Garnier-Flammarion. La dernière réédition offre une traduction revue et mise à jour par Mari Fuso (BNF 44284629).

## Thème
Le roman tire son inspiration de l'assassinat d'Accursio Miraglia, un syndicaliste communiste, commis à Sciacca en janvier 1947 par la Cosa Nostra.
Comme l'auteur l'écrit dans sa préface à l'édition italienne de 1972, le roman a été écrit à une époque où l'existence même de la Mafia était débattue et contestée. Sa publication a conduit à un plus vaste débat et à une prise de conscience accrue du phénomène.
Sciascia a utilisé ce récit pour dénoncer la Mafia et la corruption, apparente à ses yeux, qui allait jusqu'à la capitale, Rome.

## Adaptation cinématographique
- 1968 : La Mafia fait la loi (Il giorno della civetta), film italien réalisé par Damiano Damiani, avec Franco Nero et Claudia Cardinale